# Новые Бирчицы
Новые Бирчицы (укр. Нові Бірчиці) — село в Новокалиновской городской общине Самборского района Львовской области Украины.
Население по переписи 2001 года составляло 61 человек. Занимает площадь 0,45 км². Почтовый индекс — 81425. Телефонный код — 3236.